# Malinówka (powiat chełmski)
Malinówka – wieś w Polsce położona w województwie lubelskim, w powiecie chełmskim, w gminie Sawin.
W latach 1975–1998 miejscowość należała administracyjnie do województwa chełmskiego. 
Wieś stanowi sołectwo gminy Sawin. Według Narodowego Spisu Powszechnego (III 2011 r.) liczyła 96 mieszkańców i była szesnastą co do wielkości miejscowością gminy. 
Wierni Kościoła rzymskokatolickiego należą do parafii Przemienienia Pańskiego w Sawinie.

## Części wsi
| SIMC    | Nazwa    | Rodzaj    |
| ------- | -------- | --------- |
| 0107086 | Podlasie | część wsi |

## Historia
Malinówka w wieku XIX  była kolonią włościańską w powiecie chełmskim, gminie Bukowa, parafii Sawin. W 1827 r. był tu jeden dom i 7 mieszkańców. Według Towarzystwa Kredytowego Ziemskiego folwark Malinówka, posiadał rozległość 600 mórg. W r. 1869 oddzielony został od dóbr Łówcza.